# Pelle Miljoona & 1980
Pelle Miljoona & 1980 var en finländsk punkgrupp, som föddes genom att punkpionjären Pelle Miljoona bytte medlemmar och namn på sitt band. Det var Miljoonas mest ansedda sammansättning, vid sidan av legendariska Pelle Miljoona Oy.

## Historia
Gruppen grundades år 1979 då gitarristen Stefan Piesnack slöt sig till truppen. Samma år gavs skivan Viimeinen Syksy ut, med hitlåten "Tahdon rakastella sinua" (Jag vill älska med dig). Låten anses av många vara Pelle Miljoonas bästa vid sidan av Pelle Miljoona Oy:s "Moottoritie on kuuma" (Motorvägen är het).
Viimeinen Syksy var skivan som gav Miljoona hans slutliga genombrott och är en av milstolparna inom den finländska new waven. Gruppen splittardes 1979, vilket banade väg för Pelle Miljoona Oy, med bland annat Antti Hulkko (senare Andy McCoy) på gitarr och Sami Takamäki (senare Sam Yaffa) på bas.
Pelle Miljoona & 1980 gjorde en comeback år 2004, och har spelat sporadiskt sedan dess.

## Medlemmar
- Pelle Miljoona - sång och trummor
- Tumppi Varonen - sång och trummor
- Rubberduck Jones - gitarr
- Ari Taskinen - bas
- Stefan Piesnack - gitarr

## Diskografi
Album
- Viimeinen syksy (1979)
- Näyttämökuvia (live) (1980)